# Chris Bay
Chris Bay, egentligen Christian Bayer, född 10 juli 1968 i Nürnberg, är en tysk sångare och gitarrist, känd som frontman för power metal-bandet Freedom Call.

## Biografi
Chris Bay kommer från en musikalisk familj. Hans farfar var operasångare och hans mor arbetade som körsångerska. Han lärde sig att spela gitarr i sjuårsåldern och piano när han var tio. 
I början av 1990-talet flyttade han till Hamburg samtidigt som han sjöng i rockband som Moon'Doc och Lanzer. Han arbetade även som studiotekniker. Under denna period lärde han känna Gamma Rays dåvarande trummis Dan Zimmermann. De blev vänner och började skriva låtar ihop. Tillsammans grundade de 1998 Freedom Call. Zimmermann lämnade bandet efter utgivningen av deras sjätte studioalbum Legend of the Shadowking 2010, och Bay är idag den ende kvarvarande originalmedlemmen.
Utöver karriären i huvudbandet har Bay även släppt soloskivan Chasing the Sun 2018. Musiken är här betydligt mer pop- och rockorienterad.

## Diskografi

### Freedom Call

#### Studioalbum
- Stairway to Fairyland (1999)
- Crystal Empire (2001)
- Eternity (2002)
- The Circle of Life (2005)
- Dimensions (2007)
- Legend of the Shadowking (2010)
- Land of the Crimson Dawn (2012)
- Beyond (2014)
- Master of Light (2016)
- M.E.T.A.L. (2019)
- Silver Romance (2024)

#### EP
- Taragon (1999)

#### Singlar
- "Silent Empire" (2001)
- "Zauber der Nacht" (2010)
- "Rockin' Radio" (2012)
- "Power & Glory" (2012)
- "Hammer of the Gods" (2016)
- "111" (2019)
- "M.E.T.A.L." (2019)
- "Spirit of Daedalus" (2019)
- "The M.E.T.A.L. Fest" (2023)
- "Silver Romance" (2024)
- "In Quest of Love" (2024)
- "High Above" (2024)
- "Supernova" (2024)

#### Demo
- Freedom Call (1998)

#### Livealbum
- Live Invasion (2004)
- Live in Hellvetia (2011)
- The M.E.T.A.L. Fest (2023)

#### Samlingsalbum
- Ages of Light 1998 / 2013 (2013)

### Chris Bay solo
- Chasing the Sun (2018)

### Moon'Doc
- Moon'Doc (1995)
- Get Mooned (1996)

### Lanzer
- Lanzer Maxi CD (EP) (1992)
- Rock Circus - Live 2003 (livealbum) (2003)